# Anthorrhiza camilla
Anthorrhiza camilla là một loài thực vật có hoa trong họ Thiến thảo. Loài này được Jebb mô tả khoa học đầu tiên năm 1993.